# Fairey Gannet
Fairey Gannet var ett brittiskt ubåtsjaktflygplan tillverkat av Fairey Aviation Company under 1950-talet.

## Utveckling
Under slaget om Atlanten visade det sig att hangarfartygsbaserade ubåtsjaktflygplan var ett effektivt vapen mot de tyska ubåtarna. Eftersom hangarfartygen kunde följa med konvojerna kunde deras flygplan sättas in snabbt mot upptäckta hot. De behövde inte heller ha lika lång räckvidd som landbaserade flygplan. Efter kriget var Fairey Swordfish hopplöst omodern och Fairey Barracuda började bli det. De Grumman Avengers man hade fått låna av USA under Lend-Lease Act skulle lämnas tillbaka när kriget var över. (100 stycken köptes dock av USA och moderniserades av Scottish Aviation i väntan på att en inhemsk ersättare skulle börja levereras). Därför utfärdade Amiralitetet 1945 en specifikation på ett nytt ubåtsjaktflygplan. Fairey och Blackburn svarade med två konstruktioner som var slående lika. Blackburns flygplan hade dock svårt att få någon lämplig motor sedan utvecklingen av Napier Naiad lades ner.
Fairey valde den relativt avancerade motorn Armstrong Siddeley Double Mamba för sitt flygplan. Double Mamba bestod av två stycken Armstrong Siddeley Mamba monterade sida-vid-sida kopplade till en gemensam växellåda som i sin tur drev två stycken koaxiala motroterande propellrar. Eftersom båda Mamba-turbinerna snurrade åt samma håll så reverserades rotationsriktningen för den ena av dem i växellådan. Mamba-turbinerna drev var sin propeller vilket hade fördelen att den ena av dem kunde stängas av och flygplanet kunde fortsätta att flyga på en motor utan att drabbas av asymmetrisk dragkraft.
Den första prototypen flög första gången 19 september 1949 och 19 juni 1950 blev den det första turboprop-drivna flygplan att landa på ett hangarfartyg. Samtidigt som den andra prototypen med radar i en nedfällbar kittel under bakkroppen var färdig ändrade Amiralitetet i sista stund specifikationen. Flygplanet skulle nu ha ett större bombutrymme för att få plats för målsökande torpeder och en tredje besättningsman. Fairey blev därför tvungna att bygga en tredje prototyp där radarn flyttades längre akterut för att ge plats för ett större bombutrymme. En cockpit för den tredje besättningsmannen (radaroperatör) byggdes halvvägs mellan den ursprungliga cockpiten och fenan. Den visade sig störa luftströmmen runt stabilisatorn vilket åtgärdades med två mindre fenor halvvägs ut på stabilisatorerna. De första serieproducerade flygplanen stod klara 1953 och de togs i tjänst i april 1954.

## Konstruktion

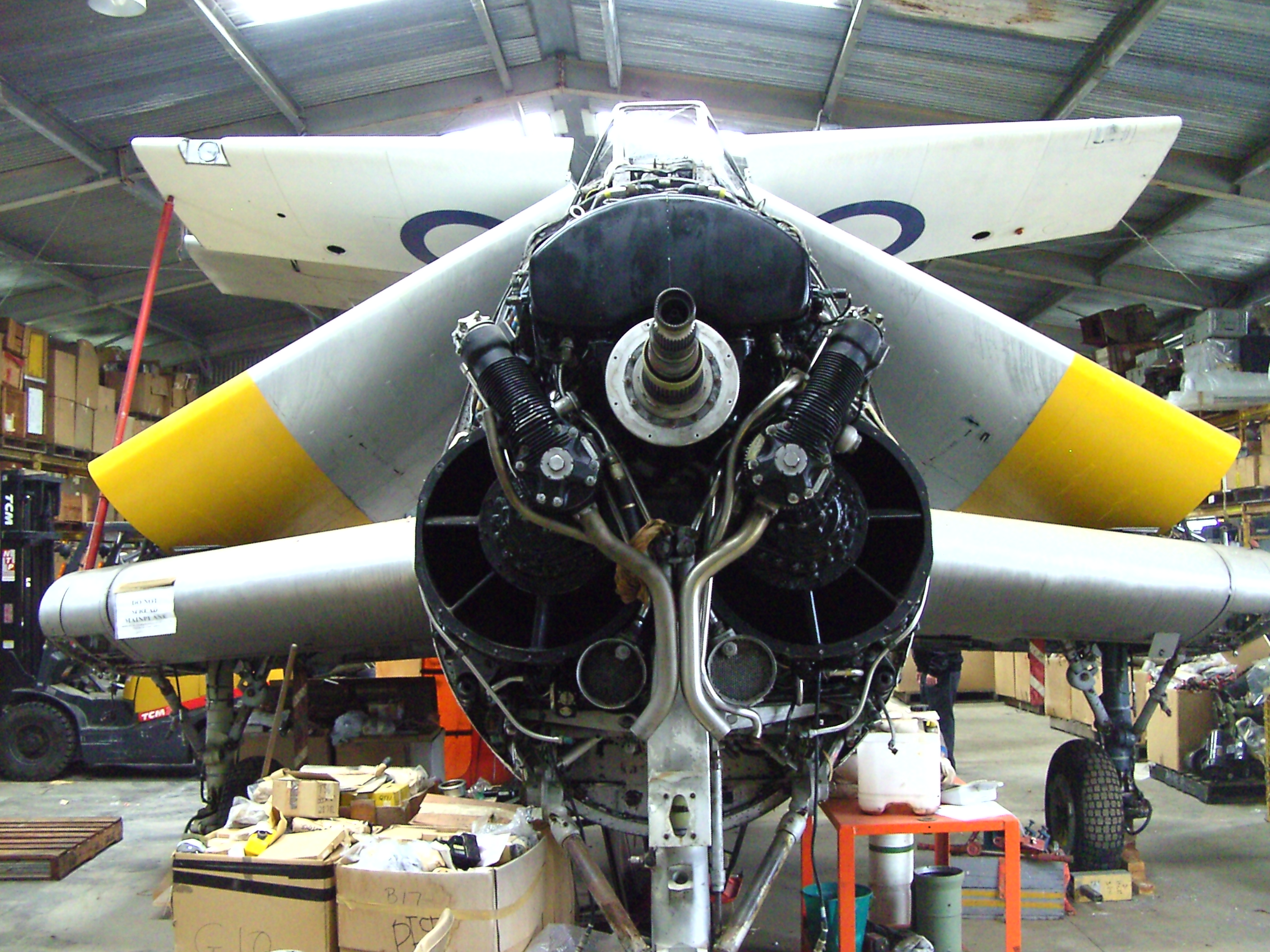
De dubbla Mamba-motorerna med växellåda sedd framifrån. Notera också de hopfällda vingarna.

De ingående axlarna till växellådan sitter lägre än den utgående, vilket gör att motorerna sitter lågt i flygkroppen. Det i sin tur gör att piloten sitter bakom växellådan ovanpå motorn i stället för bakom motorn vilket ger god sikt framåt. Navigatören sitter i en egen cockpit direkt bakom piloten. Bakom motorerna finns bombutrymmet som är stort nog för två målsökande torpeder. Utblåsen från motorerna går i tunnlar ovanför bombutrymmet och mynnar ut strax bakom vingen, under radaroperatörens cockpit. Bakom bombutrymmet sitter radarn i en nedsänkbar kittel. Vingarna är vikbara på två ställen, dels uppåt vid vingens "knä" ungefär vid ⅓ av vingens längd, dels nedåt vid ⅔ av vingens längd, vilket ger vingarna en tydlig Z-form när de är hopfällda. Landningstället består av dubbla noshjul som fälls in bakåt under motorn samt enhjuliga huvudställ som fälls inåt i vingarna.

## Användning

### Australien
Australiens flotta beställde 40 stycken Fairey Gannets 1952. Dessa började levereras 1955, men bara 36 kom att levereras (33 stycken AS.1 och 3 stycken T.2). De baserades på hangarfartyget HMAS Melbourne och flygbasen Nowra i New South Wales. De ersattes av Grumman Trackers 1967.

### Indonesien
Indonesien köpte 18 stycken Gannets 1958. Dessa var begagnade AS.1 och T.2 som Royal Navy lämnade tillbaka till Fairey för uppgradering till AS.4 och T.5 standard.

### Storbritannien

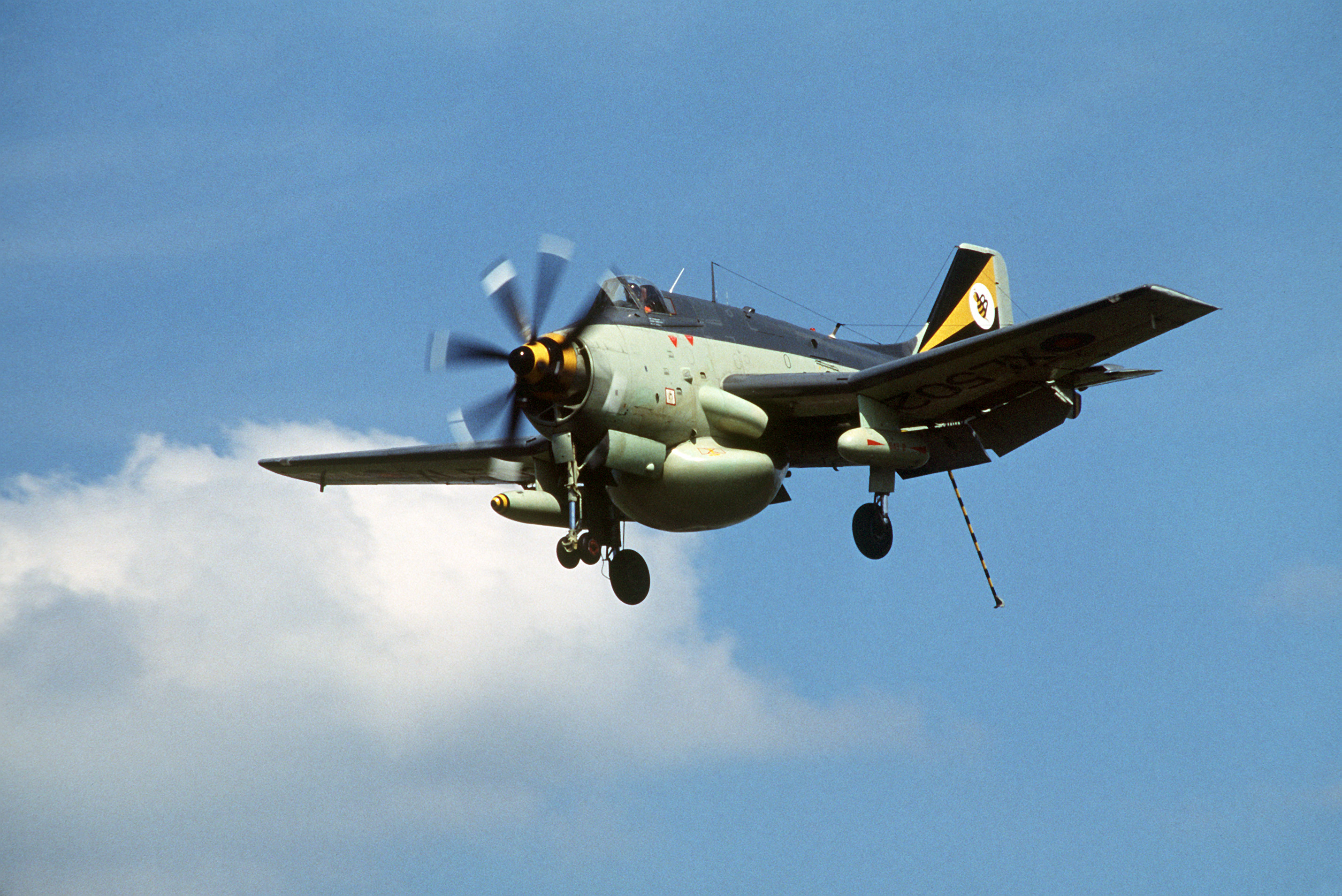
En Fairey Gannet AEW.3, 1988

Fairey Gannet började serieproduceras 1953 och togs i tjänst i april 1954 vid No.826 Squadron ombord på HMS Eagle. Denna första modell gick under beteckningen AS.1. Den följdes snabbt av skolversionen T.2 där den radarn aktersta cockpiten för radarobservatören saknades. I stället installerades dubbelkommando i de båda främre sittbrunnarna och den bakre av den försågs även med ett periskop så att instruktören fick sikt framåt.
Det visade sig snart att motorn inte kunde utveckla tillräckligt mycket effekt, framför allt i tropiskt klimat. Därför introducerades 1956 den förbättrade varianten AS.4 med uppgraderade motorer. Den ersattes i ubåtsjaktrollen av Westland Whirlwind på 1960-talet men fortsatte att användas som transportflygplan (COD.4) och telekrigflygplan (ECM.6) långt in på 1970-talet.
En betydligt mer modifierad version var AEW.3. År 1958 beslutades att Fairey Gannet skulle ersätta Douglas Skyraider i rollen som AEW-flygplan i Royal Navy. Det krävde dock omfattande ombyggnad av flygkroppen. Den stora radarn AN/APS-20 monterades i en bula under flygkroppen. Bulan gjorde att bombutrymmet inte kunde användas, men eftersom det inte behövdes längre så togs det bort, likaså tunnlarna för motorutblåsen. Utblåsen monterades i stället direkt efter motorerna precis framför vingarna. I det utrymme som frigjordes av att bombutrymmet och den gamla radarn togs bort inrättades en kabin för två radaroperatörer. De två sittbrunnarna bakom piloten kunde därför också de tas bort. Till det kom ännu kraftigare Mamba-motorer för att övervinna luftmotståndet från den stora radomen.

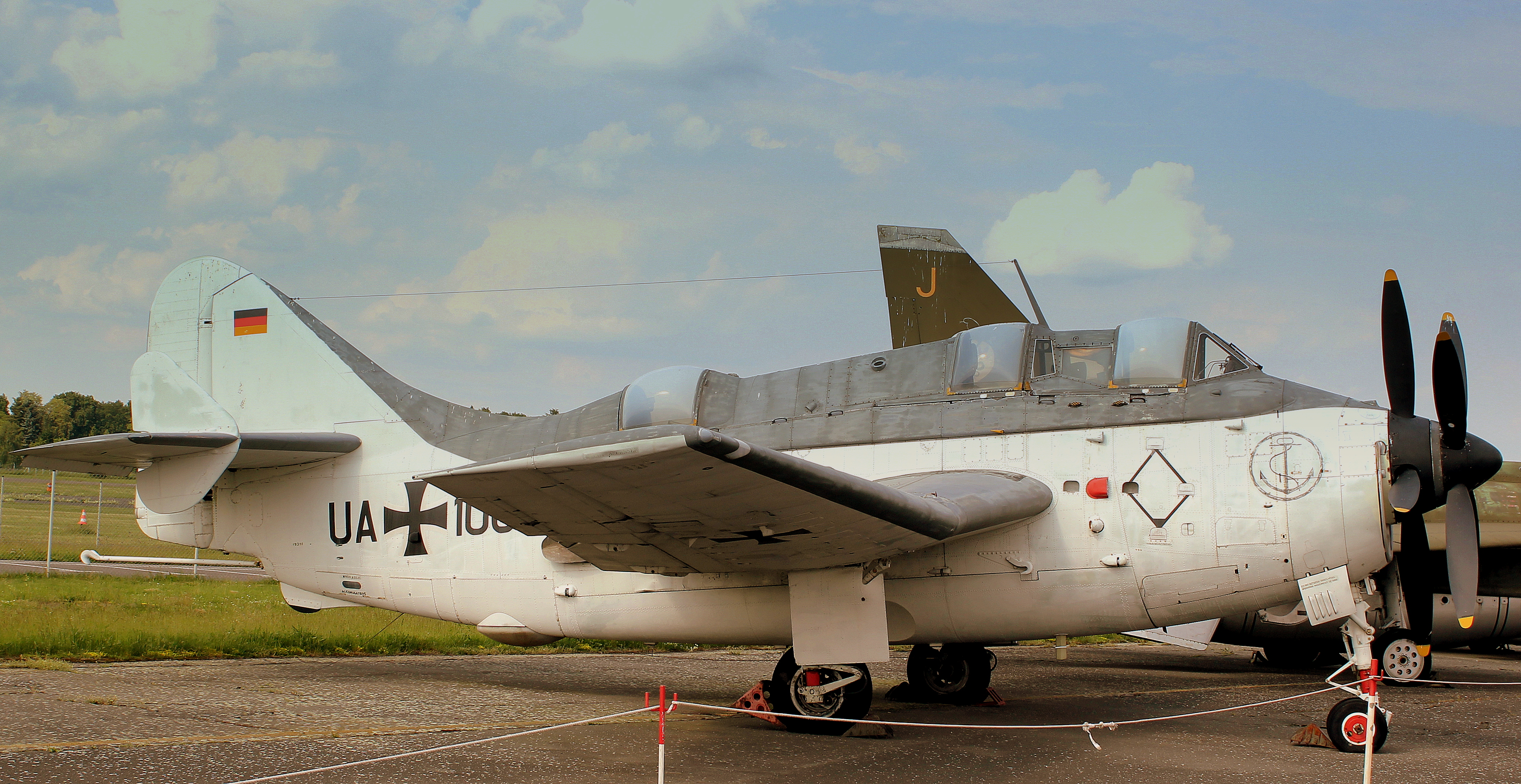
Tysk Gannet, Marinefliegergeschwader 2

### Tyskland
Tyskland köpte in femton stycken AS.4 som började levereras 1958. De användes av Marinefliegergeschwader 2 i Jagel (sedermera omgrupperad till Nordholz). Tyskland ersatte sina Gannets med Breguet Atlantic 1966.

### Civil användning
Efter att de pensionerats från Royal Navy såldes ett antal Gannets på den civila marknaden, de flesta av dem till USA. Ett försök att återföra ett av dem till Storbritannien 2004 slutade med en långdragen juridisk tvist under vilken flygplanet förblev strandat i Goose Bay i Kanada. Tvisten avgjordes i maj 2014 med att North Wales Military Aviation Services dömdes för egenmäktigt förfarande.

## Varianter
- Type Q – Prototyper. 3 byggda.
- AS.1 – Första produktionsserien med Double Mamba MK.I-motorer. 181 byggda.
- T.2 – Skolflygplan med dubbelkommando. 38 byggda varav 1 konverterad från AS.1.
- AEW.3 – AEW-version med kraftigare motorer (Double Mamba MK.III) och AN/APS-20 radar. 45 byggda.
- AS.4 – Andra produktionsserien med Double Mamba MK.II-motorer. 75 byggda varav 1 konverterad från AS.1.
- COD.4 – Transportversion. 6 ombyggda från AS.4.
- T.5 – Skolflygplan likt T.2 men med Double Mamba MK.II-motorer. 11 byggda varav 3 konverterad från T.2.
- ECM.6 – Telekrig-version. 9 ombyggda från AS.4.

## Liknande flygplan
- Breguet Alizé